# Shock Value (álbum de Timbaland)
Shock Value es el segundo álbum de estudio de Timbaland, lanzado durante el primer y el segundo cuarto de 2007.

## Información del álbum
Según Interscope Records, el álbum estaba programado para ser lanzado el 27 de marzo de 2007, más fue retrasado para el 3 de abril de 2007. El primer sencillo del álbum fue "Give It to Me", con la colaboración musical de Nelly Furtado y Justin Timberlake. El sencillo fue lanzado en las estaciones de radio estadounidenses el 6 de febrero de 2007, según ha reportado AllAccess.com.
En mayo de 2007, fue confirmado el que "The Way I Are", con la colaboración musical de Keri Hilson y D.O.E., sería el siguiente sencillo del álbum. La canción, junto a su vídeo musical ya ha sido lanzada y se convirtió en todo un éxito a nivel mundial. La canción se convirtió en la segunda canción más exitosa del disco, y hasta el momento sigue siendo tocada-
El tercer sencillo y el más exitoso fue "Apologize" (disculparse) lanzado en septiembre de 2007 y llegando a las primeras posiciones de todo el mundo. Finalmente el sencillo ha conseguido ser número uno mundialmente 12 semanas no consecutivas (interrumpido por el exitoso single no one de Alicia Keys)y ha dado a conocer al grupo one republic en el panorama musical quienes ahora cosechan bastante éxito con su nuevo single "Stop and stare"
El álbum debutó en la posición #5 en el Billboard 200, con ventas de 138 000 copias.  Debutó #10 en el reino Unido, y a fines de la semana del 22 de julio de 2007, se posicionó #5. Finalmente, el álbum consiguió el número #2 en las listas Británicas, y se posicionó #15 en Francia.
Timbaland lanzó su cuarto single, llamado Scream. En este single colaboraban Keri Hilson, la compositora de este tema y de "The Way I Are", y Nicole Scherzinger, vocalista de las Pussycat Dolls.
El próximo sencillo es "Release", canción que ya ha alcanzado a posicionarse #92 en el Billboard Hot 100. Adicionalmente a esto, "Release" será incluido en el próximo videojuego de la EA Sports, Madden NFL 08.
El 16 de abril de 2007, la canción "Laff At 'Em" fue filtrada en internet. Esta, originalmente estaría en el álbum, pero no fue terminada a tiempo. "Laff At 'Em" cuenta con la colaboración de Jay-Z y Justin Timberlake. La canción finalmente fue utilizada como un remix de "Give It to Me".
Otra canción no lanzada, es la titulada "I See U", que cuenta con la aparición de Attitude y D.O.E., también filtrada en internet.
Una versión instrumental del álbum fue lanzada el 31 de julio de 2007 en la Tienda Musical iTunes.
Hasta el 9 de agosto de 2007, Shock Value ha vendido alrededor de 514,300 copias en los Estados Unidos, y se ha posicionado #26 en la lista.

## Lista de canciones
| #                     | Título                                          | Composición | Producción                         | Colaboración musical                      | Duración |
| --------------------- | ----------------------------------------------- | --- | ---------------------------------- | ----------------------------------------- | -------- |
| EDICION INTERNACIONAL |                                                 | |                                    |                                           |          |
| 1                     | "Oh Timbaland"                                  | Timothy Clayton; Timothy Mosley; Nina Simone | Timbaland                          | —                                         | 03:29    |
| 2                     | "Give It to Me"                                 | Timothy Clayton; Nelly Furtado; Nate Hills; Timothy Mosley; Justin Timberlake                                                                                   | Timbaland; Danja                   | Nelly Furtado; Justin Timberlake          | 03:54    |
| 3                     | "Release"                                       | Longmile; Timothy Mosley; Justin Timberlake | Timbaland                          | Justin Timberlake                         | 03:25    |
| 4                     | "The Way I Are"                                 | Nate Hills; Keri Hilson; Maultsby; Timothy Mosley; Balewa Muhammad; Candice Nelson                                                                              | Timbaland; Danja                   | Keri Hilson; D.O.E.                       | 02:59    |
| 5                     | "Bounce"                                        | Missy Elliott; Timothy Mosley; Justin Timberlake; André Young                                                                                                   | Timbaland                          | Dr. Dre; Missy Elliott; Justin Timberlake | 04:04    |
| 6                     | "Come and Get Me"                               | Marvin Bernard; Timothy Clayton; Curtis Jackson; Timothy Mosley                                                                                                 | Timbaland; Danja                   | 50 Cent; Tony Yayo                        | 03:30    |
| 7                     | "Kill Yourself"                                 | Timothy Clayton; Garland Mosley; Timothy Mosley | Timbaland                          | Sebastian; Attitude                       | 04:06    |
| 8                     | "Boardmeeting"                                  | Melvin Barclif; Robert Bell; Ronald Bell; George Brown; Timothy Clayton; Eumir Deodato; Nate Hills; Robert Mickens; Timothy Mosley; Charles Smith; James Taylor | Timbaland; Danja                   | Magoo                                     | 02:29    |
| 9                     | "Fantasy"                                       | Greenfield; Walter Millsap III; Watson; Candice Nelson; VanSciver; Watson                                                                                       | Walter Millsap III; Boss Beats     | Money                                     | 04:11    |
| 10                    | "Scream"                                        | Nate Hills; Keri Hilson; Timothy Mosley | Timbaland; Danja                   | Keri Hilson; Nicole Scherzinger           | 05:41    |
| 11                    | "Miscommunication"                              | Nate Hills; Keri Hilson; Garland Mosley | Danja                              | Keri Hilson; Sebastian                    | 03:19    |
| 12                    | "Bombay"                                        | Dhanjan; Timothy Mosley; James Washington | Timbaland                          | Amar; Jim Beanz                           | 02:55    |
| 13                    | "Throw It on Me"                                | Timothy Clayton; Randy Fitzsimmons; Timothy Mosley | Timbaland                          | The Hives                                 | 02:11    |
| 14                    | "Time"                                          | Adam Bravin; Timothy Clayton; Timothy Mosley; Justin Warfield                                                                                                   | Timbaland                          | She Wants Revenge                         | 03:57    |
| 15                    | "One and Only"                                  | Hannon Lane; Timothy Mosley; Patrick Stump;Pete Wentz | Timbaland; Hannon Lane             | Fall Out Boy                              | 04:16    |
| 16                    | "Apologize"                                     | Timothy Mosley, Ryan Tedder | Greg Wells; Ryan Tedder; Timbaland | OneRepublic                               | 03:04    |
| 17                    | "2 Man Show"                                    | Nate Hills; Elton John; Walter Millsap III; Timothy Mosley | Timbaland; Danja; Elton John       | Elton John                                | 04:25    |
| 18                    | "Hello" [Bonus track Internacional]             | Timothy Mosley; Timothy Clayton; Keri Hilson | Timbaland                          | Keri Hilson; Attitude                     | 04:35    |
| 19                    | "Come Around" [Bonus track Británico y Japonés] | Timothy Mosley; Timothy Clayton; Mathangi Arulpragasam | Timbaland                          | M.I.A.                                    | 03:52    |

## Muestras
- "The Way I Are"

"Push It" de Salt-N-Pepa
- "Oh Timbaland"

"Sinnerman" de Nina Simone
- "Boardmeeting"

Interpolaciones de "Get Down on It" (Kool and the Gang) y reproducción de elementos de "The Breaks" (Kurtis Blow)
- "Kill Yourself"

Partes de Red Queen en la película Resident Evil
- "Come Around"

"Let the Music Play" de Shamur

## Posicionamiento
| Listas (2007-2008)                    | Mayor posición | Certificación | Ventas    |
| ------------------------------------- | -------------- | ------------- | --------- |
| Australia                             | 1              | 3× Platino    | 210,000   |
| Austria                               | 1              | Oro           | 15,000    |
| Bélgica (Flanders)                    | 9              | Oro           | 20,000    |
| Canadá                                | 2              | Platino       | 100,000   |
| Denmark                               | 4              |               |           |
| Francia                               | 13             |               |           |
| Alemania                              | 5              | Platinum      | 200,000   |
| Italia                                | 12             | Oro           | 50,000    |
| Grecia (Internacional)                | 8              |               |           |
| Hungría                               | 21             | Gold          | 3,000     |
| Irlanda                               | 1              |               |           |
| Japón                                 | 40             |               | 11,000    |
| Holanda                               | 9              |               |           |
| Nueva Zelanda                         | 4              | 2× Platino    | 30,000    |
| Noruega                               | 18             |               |           |
| Polonia                               | 4              | 2× Platino    | 40,000    |
| Suecia                                | 10             | Oro           | 20,000    |
| Suiza                                 | 5              | Platino       | 30,000    |
| Reino Unido                           | 2              | 2× Platino    | 600,000   |
| Estados Unidos Billboard 200          | 5              | Platino       | 1,121,500 |
| Estados Unidos Top R&B/Hip-Hop Albums | 3              | Platino       | 1,121,500 |